# Chemnitz (Blankenhof)
Chemnitz ist ein Ortsteil der Gemeinde Blankenhof im Landkreis Mecklenburgische Seenplatte in Mecklenburg-Vorpommern. Sie wird vom Amt Neverin mit Sitz in gleichnamiger Gemeinde verwaltet.

## Geografie und Verkehrsanbindung
Chemnitz liegt nordöstlich des Kernortes Blankenhof an der B 104. Südöstlich erstreckt sich das 430 ha große Landschaftsschutzgebiet Malliner Bach und Seenkette (siehe Liste der Landschaftsschutzgebiete in Mecklenburg-Vorpommern).

## Geschichte
Chemnitz wird 1305 in Urkunden ersterwähnt. Der Name Chemnitz leitet sich von kamjeń für Stein ab, was sich vermutlich von der an Steinen (Findlingen) reichen Umgebung herleitet. Die gotische Feldsteinkirche wurde 1305 gebaut; der hölzerne Turmaufsatz stammt aus dem 18. Jahrhundert. Das Gutshaus aus der Mitte des 19. Jahrhunderts besaß bis 1945 die Familie von Klinggräff.

## Sehenswürdigkeiten
In der Liste der Baudenkmale in Blankenhof sind für Chemnitz neun Baudenkmale aufgeführt.
- Die Dorfkirche Chemnitz, eine gotische Feldsteinkirche, wurde im Jahr 1305 von Bischoff Heinrich von Kammin geweiht. Der westliche hölzerne Turmaufsatz stammt aus dem 18. Jahrhundert. Der 6-eckige Spitzhelm trägt eine kleine Kirchglocke (früher waren es drei Glocken). Die Flachdecke im Innern ist mit Blattornament bemalt. Die Kirche, die zur Kirchengemeinde Wulkenzin-Weitin-Breesen gehört, besitzt eine Orgel von Carl Noebe aus dem Jahr 1845. Die Einfriedung des Kirchhofes und ein schmiedeeisernes Grabkreuz sind ebenfalls Baudenkmale.
- Das Gutshaus mit Park war bis 1945 im Besitz der Familie von Klinggräff. Der 2/3-geschossige Putzbau stammt im Kern vom Anfang des 18. Jahrhunderts, der Gartensaal aus der Mitte des 19. Jahrhunderts. Drei Ecktürme mit geschwungener Hauben stammen aus der Zeit um 1900. Aktuell steht das Gebäude leer. Der Park und die Wirtschaftsgebäude (Schlossstraße 16, 18, 20, 22) und das neugotische Torhaus (Schlossstraße 28) sind ebenfalls Baudenkmale.
- Die ehemalige Schule (Parkstraße 20) beherbergt heute einen Kindergarten.

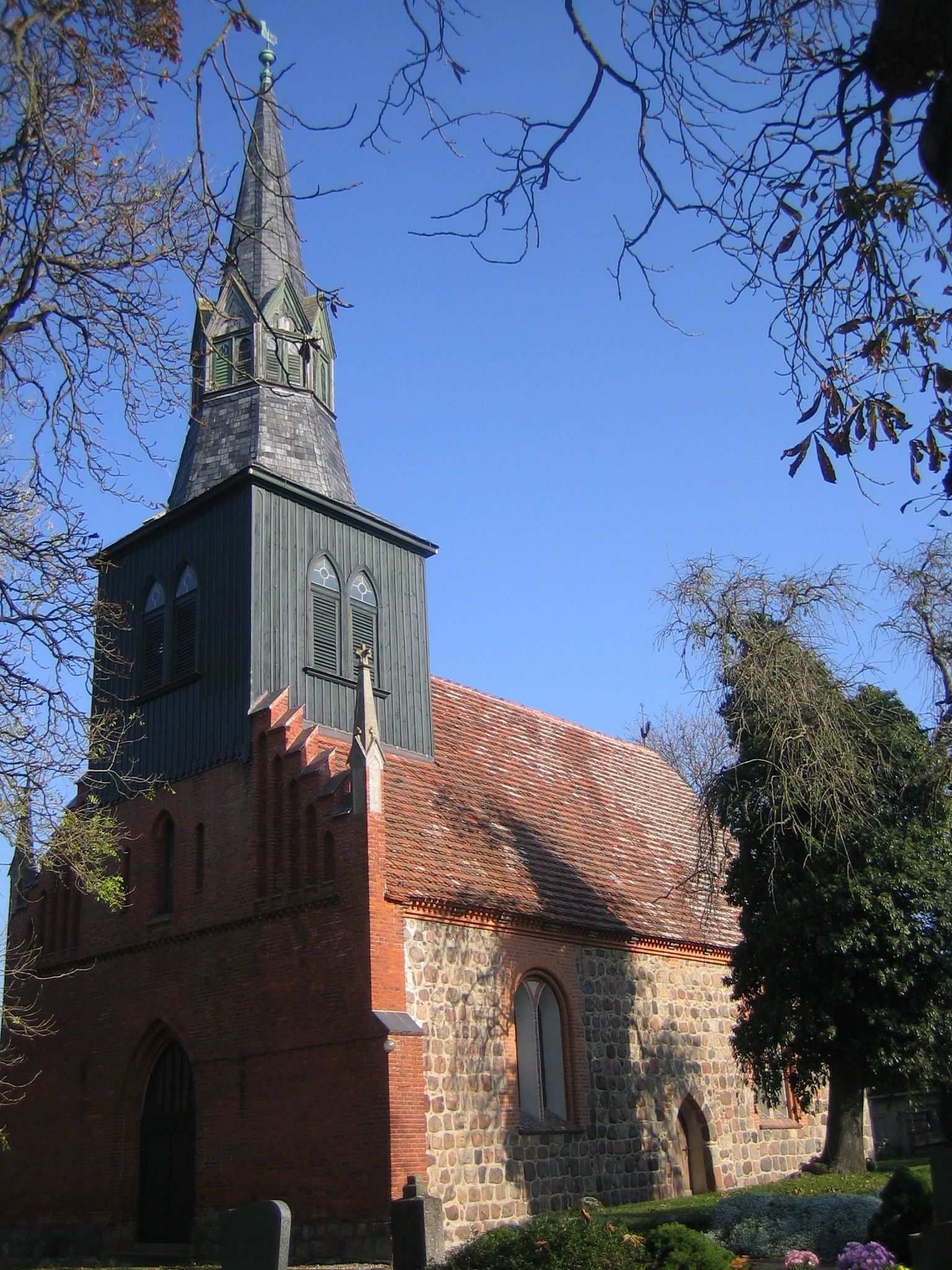
Dorfkirche Chemnitz
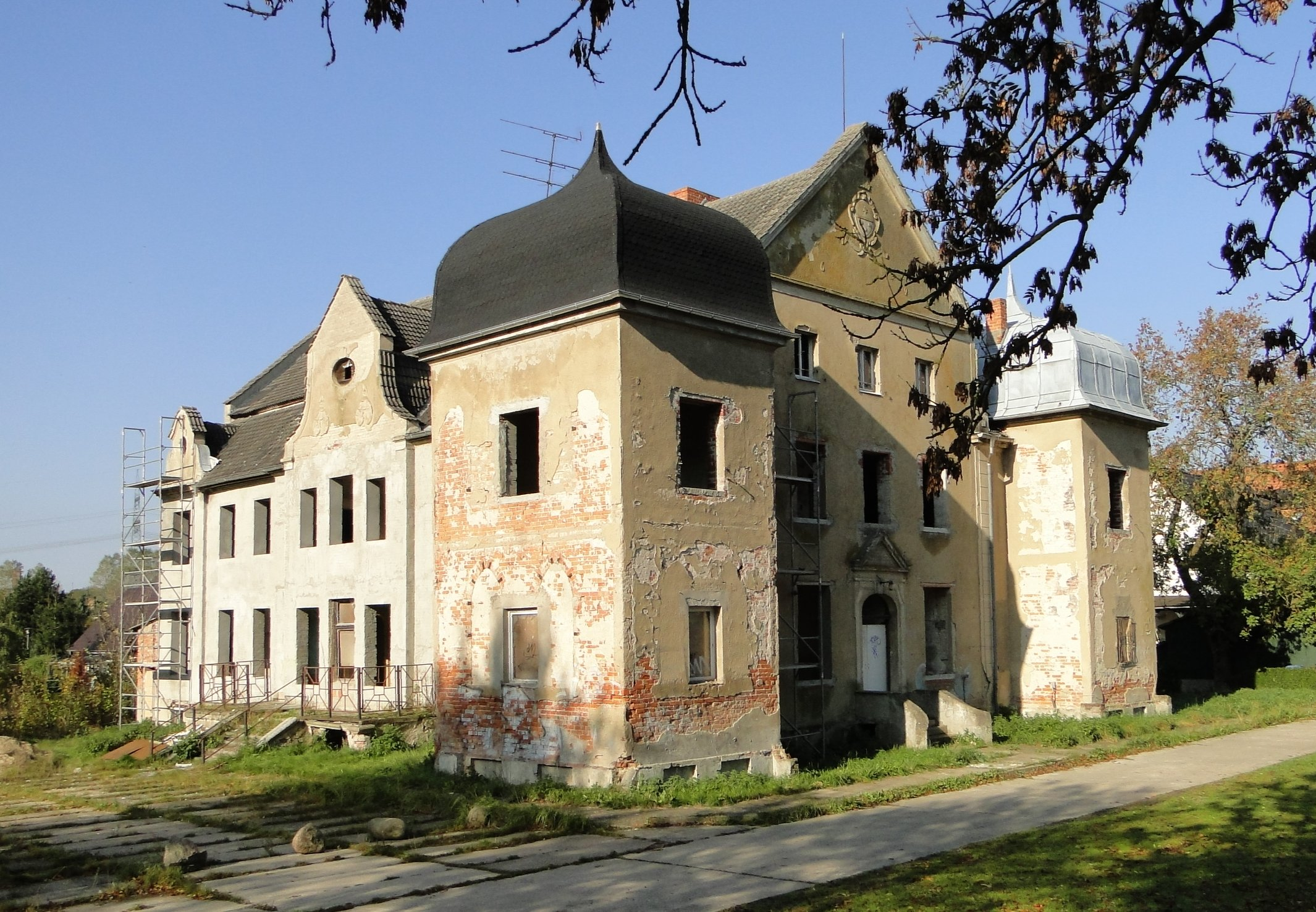
Gutshaus in Chemnitz
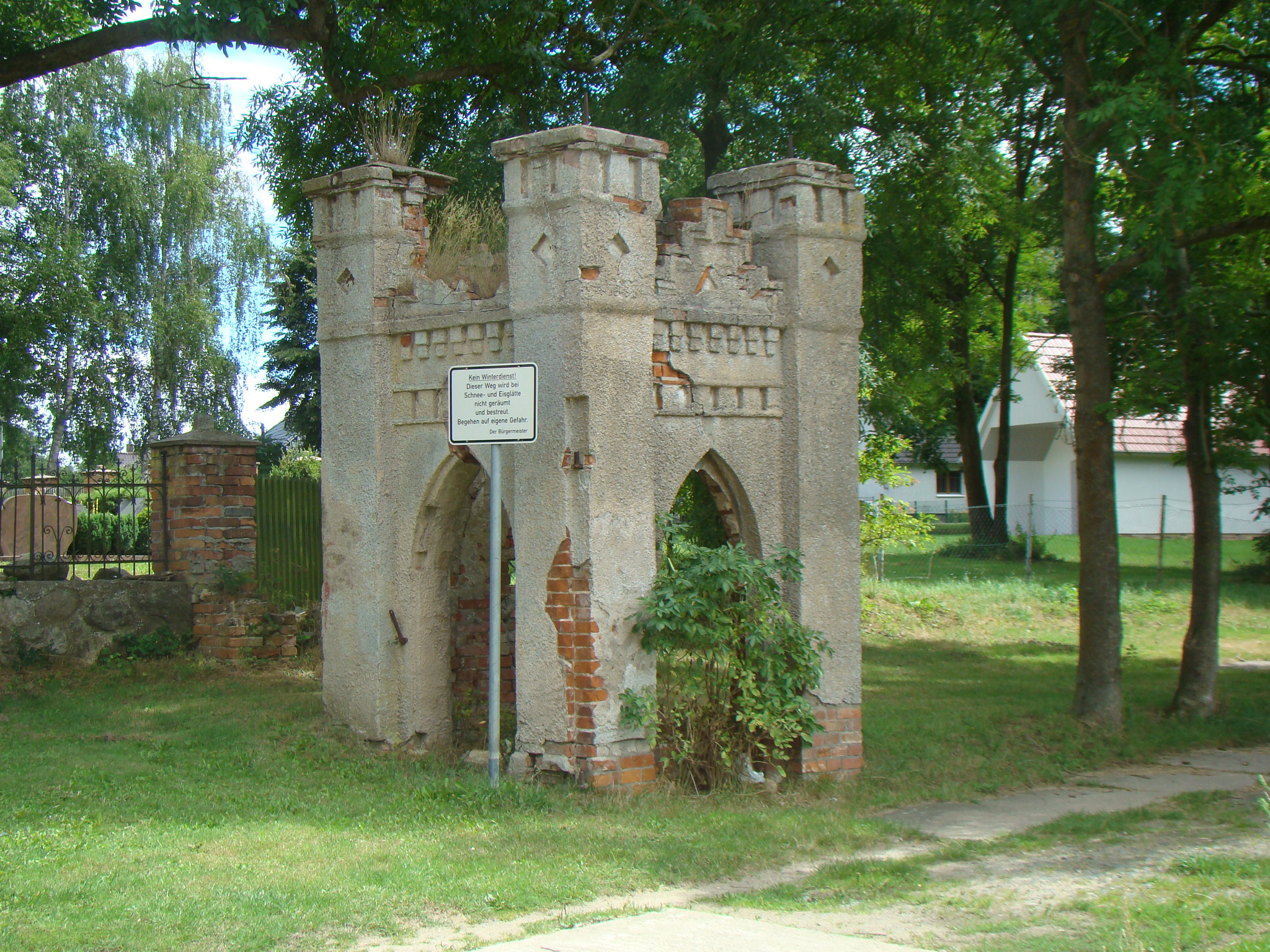
Torhaus (Schlossstraße 28)